# Большой Олений (остров, Кольский залив)
Большой Олений — остров в Кольском районе Мурманской области. Рядом находится остров Екатерининский, а также небольшие островки Средние Оленьи и Малые Оленьи.
Находится в Кольском заливе Баренцева моря. Остров является заповедным участком, находящимся под охраной Мурманской биологической станции.
В 1910 году на острове был построен маяк.
В 1925 году на острове Большой Олений был обнаружен Оленеостровский могильник эпохи раннего металла, который был подвергнут раскопкам в 1928 году (работы А. В. Шмидта) и в 1947—1948 годах (работы Н. Н. Гуриной). В 2013 г. датирован 3500 лет назад.
На острове в 1950—2006 годах находился посёлок Маяк Большой Олений.